# 朱可宗
朱可宗（1489年—？），字端夫，號東厓，河南南陽府南陽縣民籍，福建莆田縣人，明朝政治人物。

## 生平
河南鄉試第四十名舉人。正德十二年（1517年）中式丁丑科會試第一百五名，登第二甲第一百零四名進士。礼部观政，授户部主事，升员外、郎中，卒。

## 家族
曾祖朱尚明，曾任監生；祖父朱從周；父朱瓘，曾任右長史。嫡母林氏；生母周氏。具庆下。兄朱泰，右長史；朱鹗；朱潮；朱淵、朱洪（贡士）、朱可傳。弟可學、朱鷁、可復。